# Hans von Hammerstein-Equord

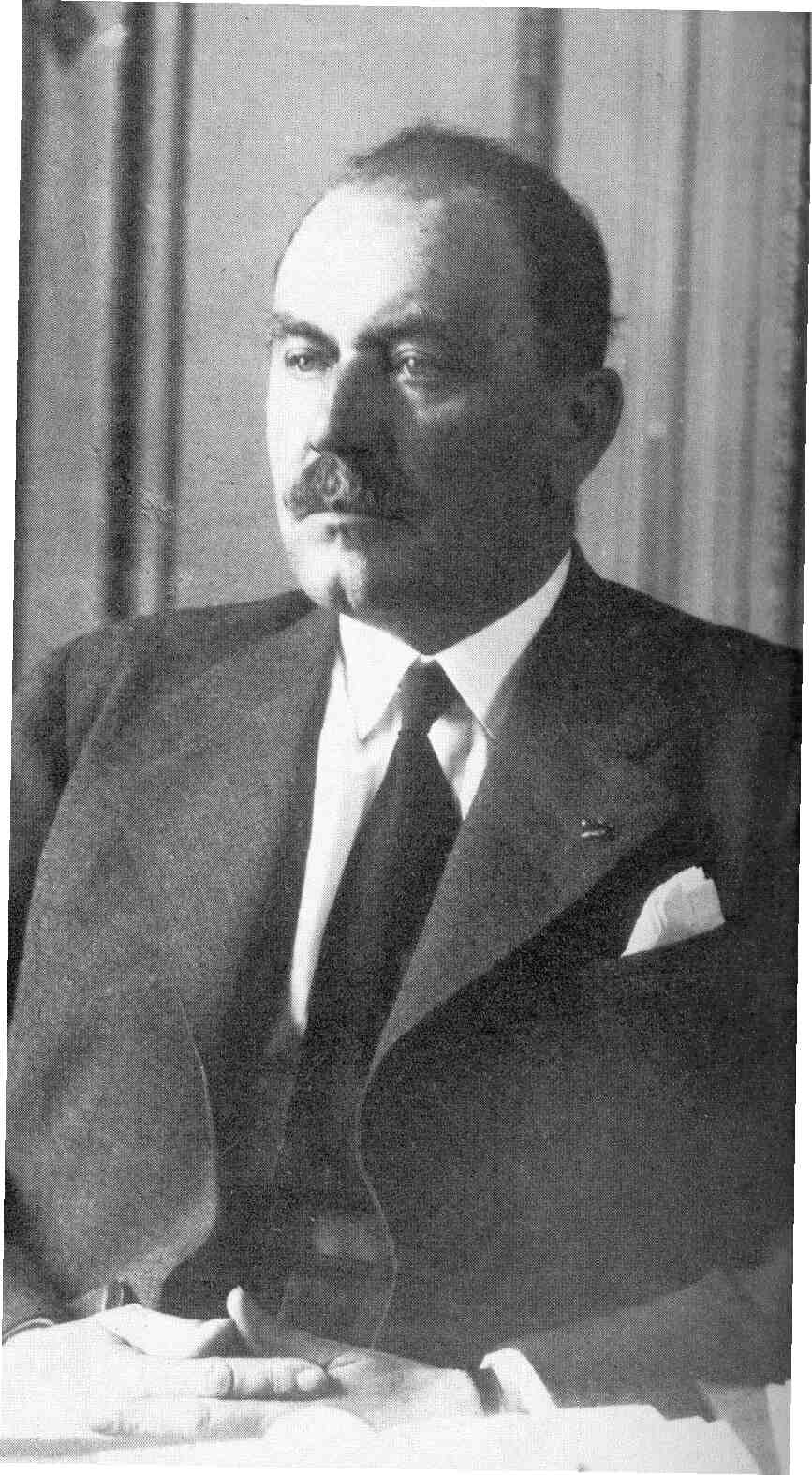
Hans von Hammerstein-Equord (1930)

Hans August Freiherr von Hammerstein-Equord (* 5. Oktober 1881 in Loosdorf; † 9. August 1947 in Micheldorf) war ein österreichischer Schriftsteller und Politiker.

## Leben

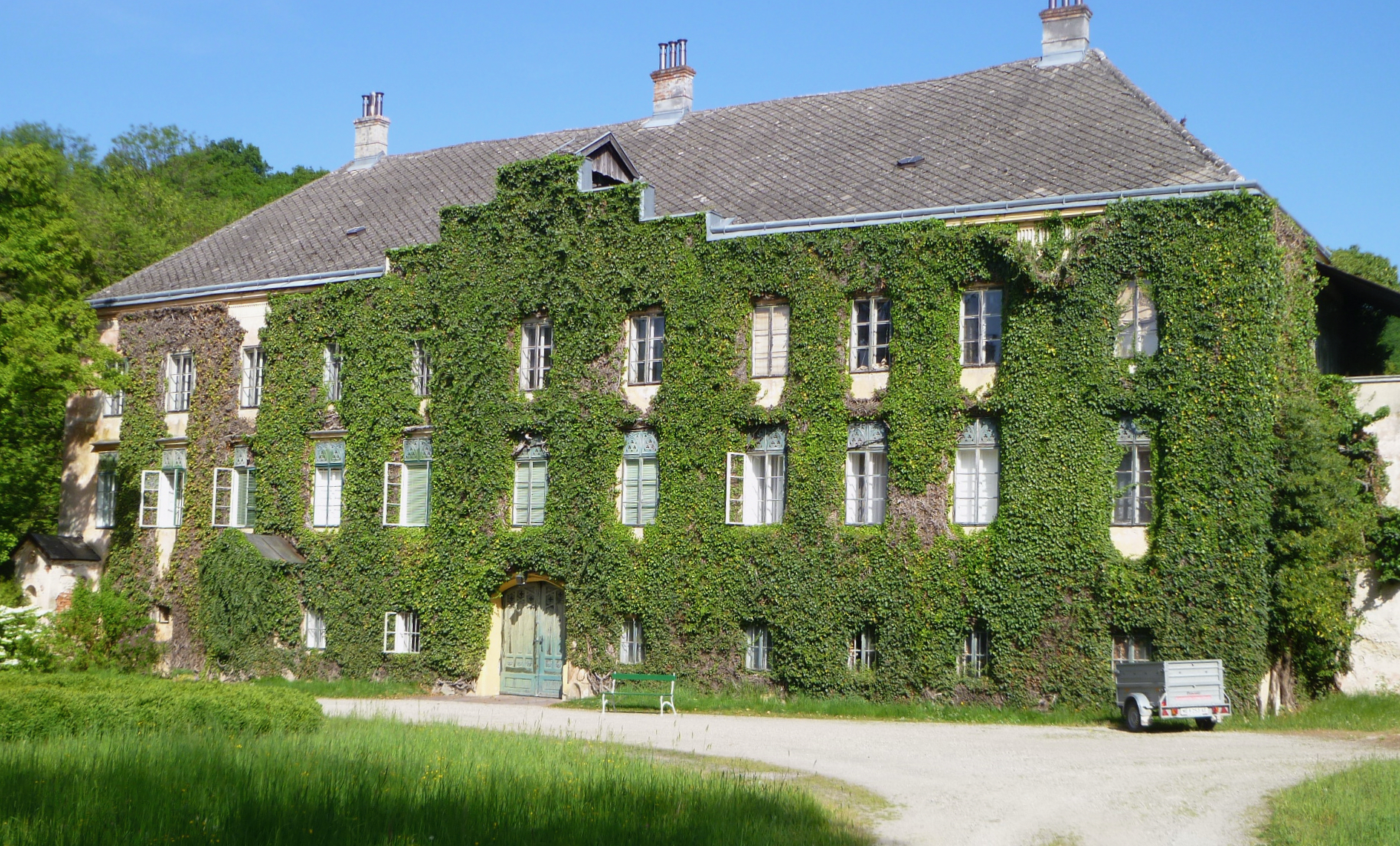
Schloss Sitzenthal bei Loosdorf

Hans von Hammerstein-Equord wurde auf Schloss Sitzenthal, Marktgemeinde Loosdorf geboren. Er entstammte einem deutschen, in Österreich sesshaft gewordenen Adelsgeschlecht. Sein Vater war Helge Freiherr von Hammerstein-Equord (1833–1893), seine Mutter stammte aus der Familie der Grafen von Stolberg. Er ging in Wien, bei den Jesuiten in Mariaschein in Böhmen sowie in Brixen zur Schule. Sodann studierte er Rechtswissenschaften in Wien, München und Marburg an der Lahn. Am 6. Dezember 1924 heiratete er in Salzburg Anna Christiane Zeleny (1902–1980), der Ehe entstammten die drei Kinder Hans Georg (* 1925), Elisabeth (* 1931) und Franziska-Ulrike (* 1936), verheiratet mit dem deutschen Rechtswissenschaftler Georg Ress.
Unmittelbar nach dem Anschluss wurde Hammerstein zuerst unter Aberkennung seiner Bezüge und später unter deren Kürzung in den Ruhestand versetzt. Ab 1943 musste er Kriegseinsatz in der Bauabteilung des Landratsamtes Kirchdorf leisten. Er wurde am 21. Juli 1944 verhaftet und kam Anfang Mai 1945 in das KZ Mauthausen. Dort entging er wegen des Kriegsendes der vorgesehenen Ermordung. Nach Kriegsende wurde Hammerstein mit Wirkung vom 1. Januar 1946 bis 31. Dezember 1946 als Beamter reaktiviert, jedoch gleichzeitig krankheitshalber beurlaubt. Er ist mit seiner Frau Anna auf dem Friedhof von Kirchdorf begraben.
Der Platz der aktuellen Bezirkshauptmannschaft Braunau ist nach ihm „Hammersteinplatz“ benannt.

## Künstlerische Tätigkeit

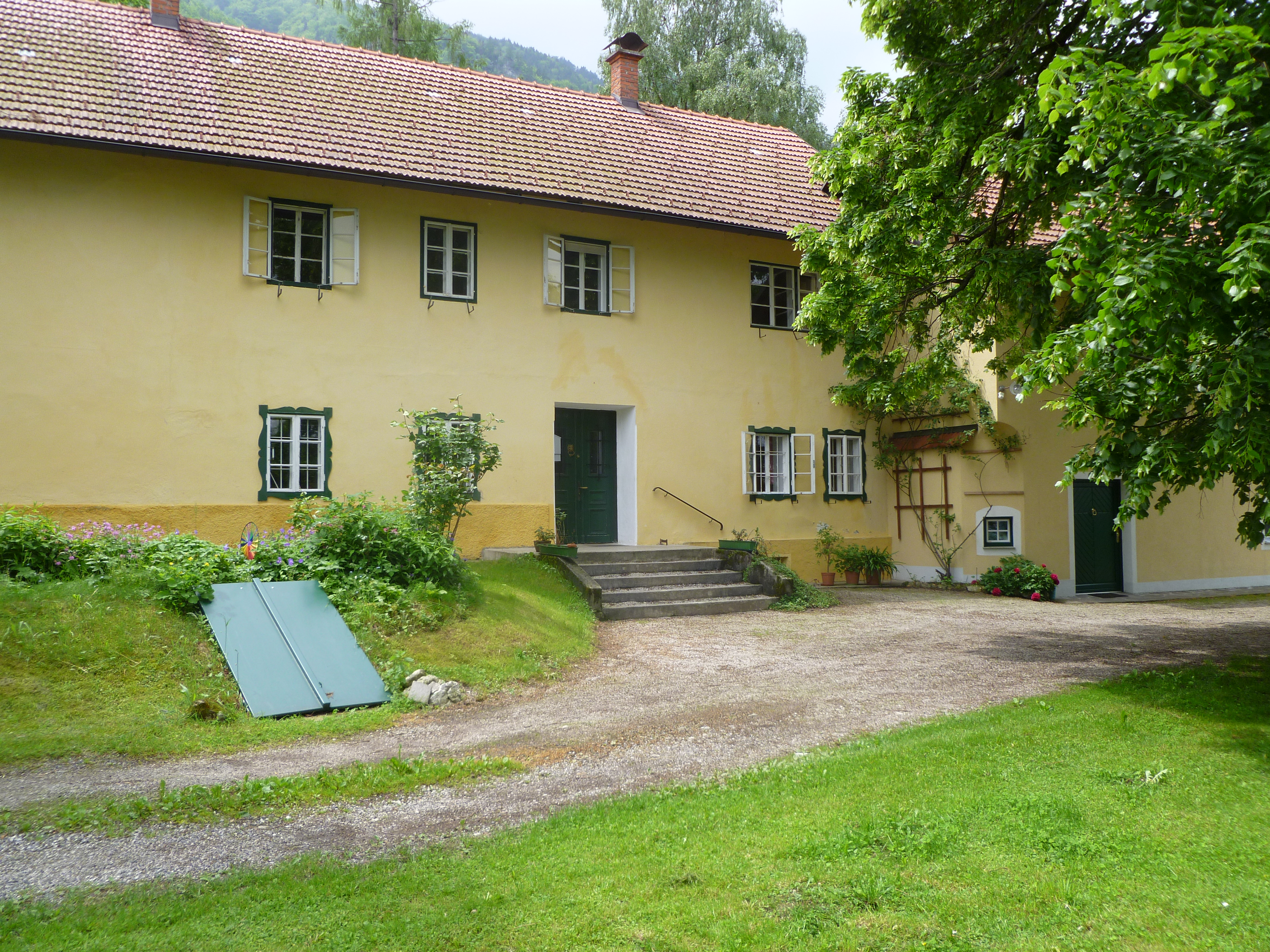
Pernlehen bei Micheldorf: Das Haus wird auch heute noch von der Familie Hammerstein-Equord bewohnt.

Hans von Hammerstein-Equord wollte im Grunde einer dichterischen und schriftstellerischen Tätigkeit nachgehen und deshalb suchte er auch eine ruhige Verwaltungstätigkeit. Schon in der Schulzeit brachte er einen Gedichtband unter dem Pseudonym „Stein“ heraus, was ihm auf der Jesuitenschule in Mariaschein beinahe einen Schulverweis eingetragen hätte. Sein dichterisches Werk entstand zwischen 1911 und 1936 und lässt ihn als einen der Romantik und der nordischen Mythenwelt verhafteten Dichter erscheinen. Hinzu kommen seine autobiographischen Arbeiten, die in der Kriegszeit und danach fertiggestellt wurden. Kulturpolitisch wichtig war seine Unterstützung der Innviertler Künstlergilde, einen durch Hugo von Preen initiierten Zusammenschluss von Künstlern und Schriftstellern, die im Innviertel geboren waren oder dort ihren Wohnsitz hatten. Hammerstein war Gründungsmitglied, Erster Präsident und später Ehrenpräsident dieses Zusammenschlusses. Er stellte auch den Kontakt zu dem in Wernstein im Innviertel lebenden Alfred Kubin her und er unterstützte in dieser Zeit wirtschaftlicher Not durch Ausstellungen und Jahrbücher die Mitglieder der Innviertler Künstlergilde. 1935 bis 1938 war Hans von Hammerstein Präsident des Österreichischen P.E.N.-Clubs.

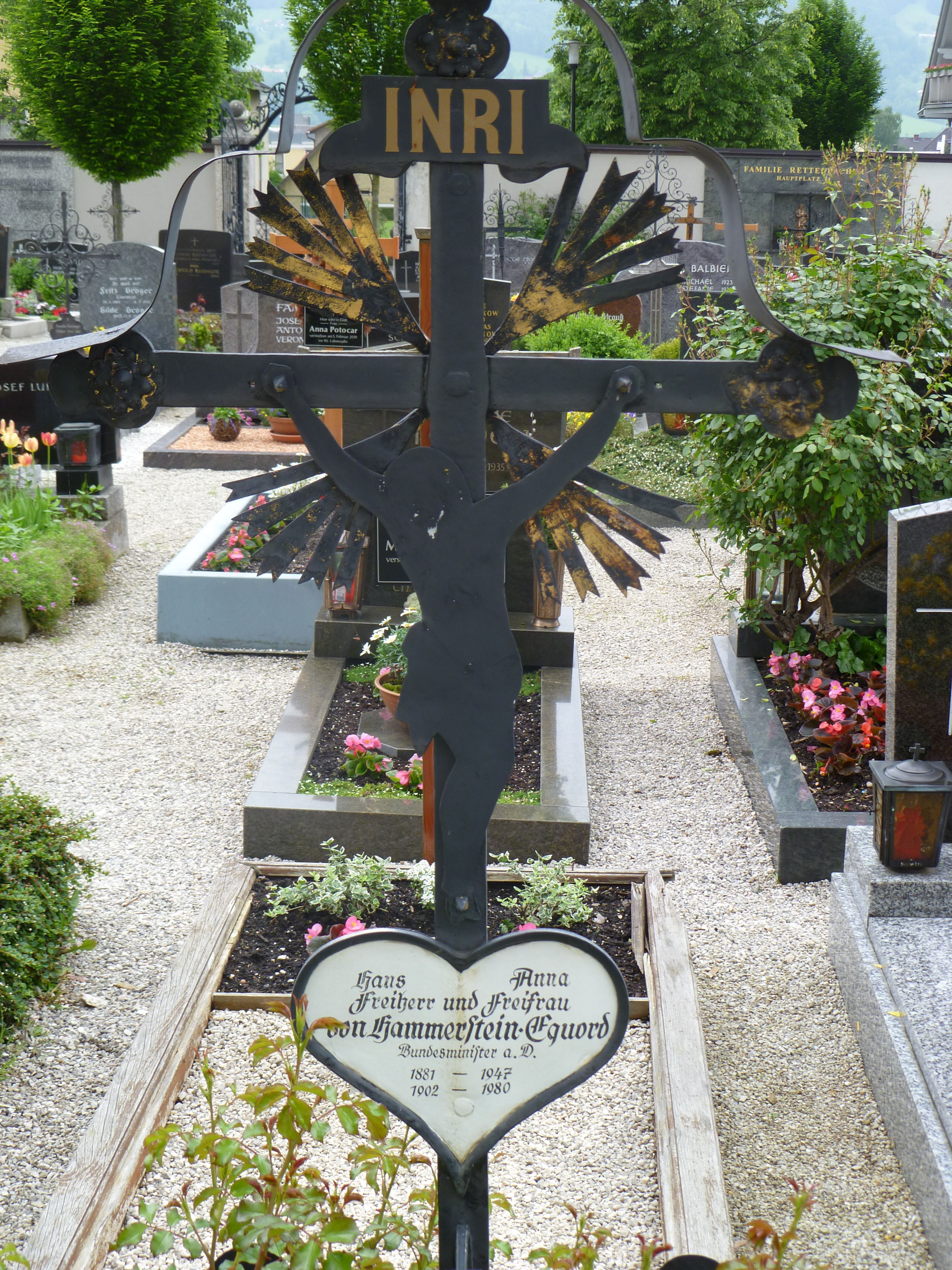
Grabstätte von Hans von Hammerstein und seiner Ehegattin Anna in Kirchdorf an der Krems

## Politische Tätigkeit
Seine Beamtenlaufbahn begann bei verschiedenen politischen Behörden des Landes Oberösterreich. Nach Ableistung seines „aktiven Zivildienstes“ und des aktiven Militärdienstes zwischen 1. September 1914 und 1. Mai 1918 wurde Hammerstein Landesregierungssekretär. Am 16. August 1923 wurde er mit der Leitung der Bezirkshauptmannschaft Braunau betraut. 1924 erhielt er den Titel eines Landesregierungsrates durch den Bundeskanzler Seipel verliehen. 
Als Bezirkshauptmann von Braunau musste sich Hammerstein-Equord mit den politischen Unruhen von Seiten der extremen Sozialdemokratie, der Nationalsozialisten wie auch der Heimwehr auseinandersetzen. Seine Haltung gegenüber den Nationalsozialisten war geprägt durch erste Erfahrungen als Bezirkshauptmann, die ihn diese Gruppierung als äußerst geschickt und gefährlich agierend erleben ließen. Eine wichtige Rolle spielte Hammerstein-Equord 1934 bei der Niederschlagung des Februaraufstandes der Sozialdemokraten, der in Linz seinen Ausgang genommen hatte. Diskussionswürdig sind auch die von Hammerstein-Equord erwähnten Indizien, dass es bei der Initiierung des Aufstandes in Oberösterreich möglicherweise eine enge Verflechtung zwischen Sozialdemokraten und Nationalsozialisten gegeben habe. Als Sicherheitsdirektor hatte er 1934 auch wesentlich zur Niederschlagung des Juliputsches in Oberösterreich durch die Nationalsozialisten beigetragen und danach sein Amt an Peter Revertera-Salandra übergeben.
Mit Wirkung vom 1. Januar 1934 wurde Hammerstein zum Sicherheitsdirektor für das Bundesland Oberösterreich ernannt. Bereits nach sieben Monaten wurde ihm am 29. Juli 1934 das Amt eines Staatssekretärs für das Sicherheitswesen durch Bundeskanzler Schuschnigg übertragen. 1936 war er Justizminister. Ab dem 30. November 1936 wurde er Sektionschef im Bundeskanzleramt und zur Dienstleistung dem Bundesministerium für Unterricht zugewiesen. Seine Aufgabe war die eines „Bundeskommissars für Kulturpropaganda“. 